# 熱帶風暴馬力斯 (2024年)
熱帶風暴馬力斯（國際編號：2402，聯合颱風警報中心：WP022024）是2024年太平洋颱風季第2個被命名的風暴。「馬力斯」一名由菲律賓提供，意為快速。
馬力斯是繼2016年5月熱帶低氣壓後，8年以來首個在6月前吹襲港澳兩地的熱帶氣旋，更是自2008年颱風浣熊後，16年以來首個於6月前吹襲港澳兩地的獲命名風暴。

## 發展過程
5月29日，一個熱帶擾動在海南島東南方海域生成，美國海軍研究實驗室給予擾動編號94W。
5月30日上午8時，台灣中央氣象署率先將其升格為熱帶低氣壓，給予編號TD02。下午2時，日本氣象廳將其升格為熱帶低氣壓，並對其發布烈風警報。同時，聯合颱風警報中心將其評級提升為「中」。下午5時，澳門氣象局、香港天文台和中國中央氣象台將其升格為熱帶低氣壓。
5月31日凌晨4時30分，聯合颱風警報中心將其評級提升為「高」，並對其發布熱帶氣旋形成警報。上午8時，聯合颱風警報中心將其升格為熱帶低氣壓，給予熱帶氣旋編號02W。下午2時，日本氣象廳將其升格為熱帶風暴，給予國際編號2402，並命名「馬力斯」。同時，台灣中央氣象署將其升格為輕度颱風。下午3時，香港天文台及中國中央氣象台將其升格為熱帶風暴。下午4時，澳門氣象局將其升格為熱帶風暴。
6月1日凌晨12時55分，中國中央氣象台表示馬力斯已於廣東省陽江市陽西縣登陸，登陸時中心附近最大風力有8級（每秒18米）。上午5時，澳門氣象局將其降格為熱帶低氣壓。上午8時，台灣中央氣象署將其降格為熱帶低氣壓。上午9時，香港天文台將其降格為熱帶低氣壓 。下午2時，日本氣象廳將其降格為熱帶低氣壓。下午6時，香港天文台將其降格為低壓區。
6月2日上午8時，日本氣象廳將其降格為低壓區。
6月5日下午2時，日本氣象廳認為其已消散。

## 影響

### 澳門
紀念孫中山市政公園
14.8大炮台山
25.2外港碼頭
44.3污水處理廠
21.6海事博物館
32友誼大橋
北峰
51.5友誼大橋
南峰
47.5嘉樂庇
總督大橋
42.8西灣大橋
40.7澳門大橋北
－澳門大橋南
－大潭山
29.9東亞運站
22.7九澳
31路環分站
12.6澳門大學
30.2 澳門氣象局氣象站錄得最高10分鐘平均風速，單位為公里每小時（km/h）。圖例：
代表沒有數據
代表錄得清勁以下風力
代表錄得清勁至強勁風力 當地發出之最高熱帶氣旋信號： 三號風球
5月30日，地球物理氣象局表示南海中部的一道低壓槽已經發展為一個低壓區，並且表示不排除於短時間內進一步增強為熱帶氣旋。受其影響，氣象局預計5月31日及6月1日澳門將有驟雨及雷暴，風勢會較大。下午4時，氣象局表示位於南海的低壓區即將增強為熱帶氣旋，因此會在下午5時30分發出一號風球。下午5時30分，氣象局發出一號風球，當時馬力斯位於澳門西南偏南約550公里，氣象局又預計5月31日日間改發三號風球的可能性較高，但因未來兩天非天文大潮，因此藍色出現藍色風暴潮警告的可能性較低，但氣象局表示受其雨帶影響，澳門1日雨勢頗大及有雷暴，低窪地區可能發生水浸。勞工事務局隨即提醒建築業界要做好預備措施，而海事及水務局提醒漁船避免出海，旅遊局也提醒旅客要留意最新信息。受馬力斯影響，文化局原定在下午8時在益隆炮竹廠舊址的活動將會取消。下午11時，氣象局表示一號風球將會維持到31日清晨時候。
5月31日上午5時，氣象局預測“馬力斯”正逐漸移近，並將進一步增強，下午風力會開始增強，當天午間發出三號風球的可能性較高。上午11時15分，氣象局表示會在下午3時至5時考慮改發三號風球。下午2時，氣象局宣佈於下午4時改發三號風球。下午4時，氣象局正式改發三號風球，當時馬力斯位於澳門西南約220公里；按照當時預測路徑及強度發展，氣象局表示發出八號風球的可能性較低；另預計“馬力斯”移入內陸後，受其偏南氣流相關的強雨帶影響，6月1日凌晨至早上會出現持續大雨及短時強陣風，單日累積雨量可超過100毫米，低窪地區有機會出現水浸。因風暴來臨，市政署聯同澳門清潔專營有限公司持續整理市容，警察總局和經濟及科技發展局提醒鄰近低窪地區的商家做好預防措施，而部分客船因此停航。下午11時，氣象局表示馬力斯即將登陸，而因此改發八號風球的可能性低。
6月1日凌晨2時，氣象局表示“馬力斯”已經在凌晨1時在位於澳門西南偏西約200公里的陽江市登陸，但澳門的普遍風力會持續增強，並且會有持續大雨及短時強陣風。受馬力斯的外圍雨帶影響，氣象局在凌晨2時40分發出黃色暴雨警告信號。所有暴雨警告信號於上午4時45分取消。凌晨5時，氣象局表示“馬力斯”已經移進內陸，並且已經減弱為熱帶低氣壓，發出八號風球的可能性不大，但澳門仍然有持續大雨及短時強陣風，不會排除單日雨量達到100毫米。上午8時，氣象局表示三號風球會在上午維持，而“馬力斯”位於澳門以西約160公里，澳門風力會維持。文化局因發出三號風球，宣佈第三十四屆澳門藝術節當天的節目會取消。上午11時，氣象局表示過去數小時三橋及空曠地區風力持續達到強風程度，而三號風球會在下午維持。下午5時，氣象局表示“馬力斯”已經遠離澳門，並且逐漸減弱，會在下午6時取消所有熱帶氣旋警告信號，而發出強烈季候風信號。下午6時，氣象局取消所有信號，並且立即發出強烈季候風信號，最後於晚上11時50分取消。
因發出三號風球的原因，教育及青年發展局在6月1日宣佈澳門所有小學、幼稚園和特殊教育會停課一天。1日上午11時，治安警察局表示十月初五日街發生一起牆壁剝落事件，沒有人受傷。中午時分，橫琴口岸巴士總站懷疑有水馬被強風吹到，導致4名8至10歲持往來港澳通行證的女童走避不及一度被壓住，各人分別手部或耳朵擦傷，經初步包紮後登上救護車送院治理。

### 香港
| 長洲 · 46 km/h赤鱲角 · 48 km/h青衣 · 32 km/h啟德 · 29 km/h西貢 · 40 km/h沙田 · 30 km/h流浮山 · 45 km/h打鼓嶺 · 24 km/h 天文台測風網絡8個參考自動氣象站錄得之最高10分鐘平均風速。圖例： · 代表錄得強風以下風速（共5個氣象站） · 代表錄得強風（共3個氣象站） · 備註：此圖只顯示熱帶氣旋警告信號生效時之最高風速。 | 長洲 · 46 km/h赤鱲角 · 48 km/h青衣 · 32 km/h啟德 · 33 km/h西貢 · 40 km/h沙田 · 30 km/h流浮山 · 45 km/h打鼓嶺 · 24 km/h 天文台測風網絡8個參考自動氣象站錄得之最高10分鐘平均風速。圖例： · 代表錄得強風以下風速（共5個氣象站） · 代表錄得強風（共3個氣象站） · 備註：此圖顯示包括強烈季候風信號生效時間在內的最高風速。啟德之最高風速在所有熱帶氣旋警告信號取消後、強烈季候風信號生效時錄得。 | 長洲 · 44 km/h赤鱲角 · 40 km/h青衣 · 28 km/h啟德 · 24 km/h西貢 · 30 km/h沙田 · 27 km/h流浮山 · 40 km/h打鼓嶺 · 17 km/h 天文台測風網絡8個參考自動氣象站錄得之最高每小時平均風速。圖例： · 代表錄得強風以下風速（共7個氣象站） · 代表錄得強風（共1個氣象站） |

當地發出之最高熱帶氣旋警告信號： 三號強風信號
香港天文台在5月29日晚上9時半發出「特別天氣提示」，提到一道廣闊低壓槽正為南海中部及北部帶來驟雨及雷暴，天文台會密切監察廣闊低壓槽上會否有低壓區形成並靠近華南沿岸。隨著馬力斯增強為熱帶低氣壓，天文台於5月30日下午5時40分發出一號戒備信號，當時馬力斯集結在香港之西南偏南約650公里。天文台表示一號信號會最少維持至翌日（5月31日）早上6時。
天文台在5月31日凌晨4時45分表示，馬力斯會在當日稍後靠近廣東西部沿岸，並有可能稍為增強。天文台會視乎其強度變化及本地的風力情況，在下午評估是否需要改發三號信號。隨著馬力斯逐漸靠近，香港在中午開始受其外圍雨帶影響，天文台在下午3時半發出黃色暴雨警告信號，至下午5時正取消。天文台在下午4時40分發出三號強風信號，當時馬力斯集結香港之西南約330公里。天文台表示三號信號最少維持至翌日（6月1日）早上6時，除非馬力斯迅速增強或採取較為接近香港的路徑，否則發出更高熱帶氣旋警告信號的機會甚低。
香港在6月1日凌晨繼續受馬力斯的外圍雨帶影響，天文台在凌晨3時25分再次發出黃色暴雨警告信號，至凌晨5時40分取消。天文台在凌晨4時45分表示，馬力斯會移向清遠一帶，在中午前後於香港西北面約200公里掠過，並預料三號信號會最少維持至中午12時。香港當日多處地方受到東至東南強風、漸轉南至西南強風影響。天文台於上午11時45分把三號信號生效時間延長至下午3時，並表示隨後會否改發一號信號，則要視乎馬力斯在內陸的減弱程度及香港的風力變化。馬力斯於下午2時最接近香港，在香港之西北偏西約200公里掠過。天文台於下午1時45分表示馬力斯將會逐漸遠離香港及減弱，將會考慮在下午3時至6時改發一號信號或強烈季候風信號。天文台在下午4時40分改發一號戒備信號，當時馬力斯移至香港之西北約220公里。隨著馬力斯進一步減弱為低壓區，天文台於下午5時40分取消所有熱帶氣旋警告信號，是次一號信號只維持1小時，打破2012年颱風啟德之1小時5分鐘紀錄，成為有紀錄以來生效時間最短的一號信號。天文台緊接於下午5時42分發出強烈季候風信號，維持至6月2日早上6時。
馬力斯吹襲期間，天文台8個參考自動氣象站中有3個錄得強風，三號信號只欠一站便達標，當中西貢以些微之差，未能錄得強風。機場、長洲及流浮山錄得之最高10分鐘平均風速分別為每小時48、46及45公里。

### 中國大陸
中國國家氣象中心發布之最高颱風預警信號： 颱風藍色預警信號

#### 广东省
5月30日，深圳市、珠海市，湛江市、江门市等地沿海地區已陆续发布台风白色预警信号。广东省防汛防旱防风总指挥部於同日晚上起启动防风Ⅳ级应急响应。
6月1日，“馬力斯”於廣東省陽江市陽西縣沿海登陸，中華人民共和國水利部預料海南省、廣東省、福建省及浙江省部分地區出現暴雨天氣，廣東東江、福建閩江等河流出現明顯漲水過程，部分中小河流可能發生超警以上洪水。廣東省水利廳亦啟動水利防汛Ⅳ級應急響應。

##### 江門市
江門市氣象台發布之最高颱風預警信號： 颱風黃色預警信號
由5月31日上午起，江門市台山市、新會市、開平市及恩平市將颱風藍色預警升级为黄色，中小学、幼儿园执行停课措施；當地市三防指挥部于上午9时30分将防风IV级应急响应提升至防风III级应急响应，往返川山群岛海上高速客船、车渡船于31日15时起停航，台山市填海工程项目所有施工船舶于31日11时起停工停航，进入防风锚地。
6月1日上午，隨著“馬力斯”登陸及減弱，但受其雨帶影響，部分區縣發布暴色橙色或黃色預警信號，部分縣市颱風預警降級為藍色。部分景區受颱風及暴雨天氣影響一度暫停對外開放。當地三防指挥部决定于6月1日10时将防风Ⅲ级应急响应调整为防汛Ⅳ级应急响应。

##### 中山市
中山市氣象台發布之最高颱風預警信號： 颱風藍色預警信號
5月30日18時08分，中山市氣象台發布全市台风白色预警信号，預計31日夜間至6月1日日間將有明显风雨过程。22時30分，當地三防指挥部启动防风Ⅳ级应急响应。
5月31日0時15分，中山市氣象台將全市台风白色预警升级为蓝色。
6月1日，隨著“馬力斯”減弱及遠離，市三防指挥部决定从6月1日13时起，结束防风Ⅳ级应急响应。中山市氣象台於當天11時05分解除全市暴雨預警信號。

##### 珠海市
珠海市氣象台發布之最高颱風預警信號： 颱風藍色預警信號
珠海市氣象台於5月30日下午4時30分發布颱風白色預警，並於5月31日上午6時40分升級為藍色颱風預警。6月1日19時35分，珠海市氣象台解除所有预警信号，市三防指挥部决定即时解除防风和防汛（防暴雨）应急响应。
受惡劣天氣影響，部分海上客運航線包括往來當地海島、深圳市、香港或澳門之間的海上客運航線，以及海上遊航線於5月31日或6月1日上午停航，部分景點宣佈於6月1日當天延後開放。

#### 广西壯族自治区
5月30日20时，广西海事局启动防汛防台四级应急响应。

#### 海南省
海南省氣象台發布之最高颱風預警信號： 颱風藍色預警信號

## 熱帶氣旋警告使用紀錄

### 澳門
| 地球物理氣象局 熱帶氣旋信號 | 地球物理氣象局 熱帶氣旋信號 | 地球物理氣象局 熱帶氣旋信號 |
| --------------------------- | --------------------------- | --------------------------- |
| 上一熱帶氣旋                | 一號風球                    | 下一熱帶氣旋                |
| 超強颱風小犬                | 一號風球                    | 強烈熱帶風暴派比安          |
| 超強颱風小犬                | 三號風球                    | 超強颱風摩羯                |

### 香港
| 香港天文台 熱帶氣旋警告信號 | 香港天文台 熱帶氣旋警告信號 | 香港天文台 熱帶氣旋警告信號 |
| --------------------------- | --------------------------- | --------------------------- |
| 上一熱帶氣旋                | 一號戒備信號                | 下一熱帶氣旋                |
| 強颱風小犬                  | 一號戒備信號                | 強烈熱帶風暴派比安          |
| 強颱風小犬                  | 三號強風信號                | 超強颱風摩羯                |

### 中國大陸
| 国家气象中心 颱風預警信號 | 国家气象中心 颱風預警信號 | 国家气象中心 颱風預警信號     |
| ------------------------- | ------------------------- | ----------------------------- |
| 上一熱帶氣旋              | 颱風藍色預警信號          | 下一熱帶氣旋                  |
| 熱帶風暴三巴              | 颱風藍色預警信號          | 強熱帶風暴派比安 超強颱風格美 |

## 外部連結
| 太平洋颱風季             |
| 主題頁 - 專題 - 編輯指南 |

- （英文）颱風2000：各氣象部門對馬力斯的預測路徑集合 （页面存档备份，存于）
- （日語）日本氣象廳首頁 （页面存档备份，存于）
- （英文）聯合颱風警報中心首頁 （页面存档备份，存于）
- （简体中文）中國國家氣象中心首頁 （页面存档备份，存于）
- （繁體中文）臺灣中央氣象署首頁 （页面存档备份，存于）
- （繁體中文）香港天文台首頁 （页面存档备份，存于）
- （繁體中文）澳門地球物理氣象局首頁 （页面存档备份，存于）
- （英文）菲律賓大氣地球物理和天文管理局 惡劣天氣公告 （页面存档备份，存于）
- （泰文）泰國氣象局首頁 （页面存档备份，存于）